# Beziehungen zwischen Kosovo und den Vereinigten Staaten

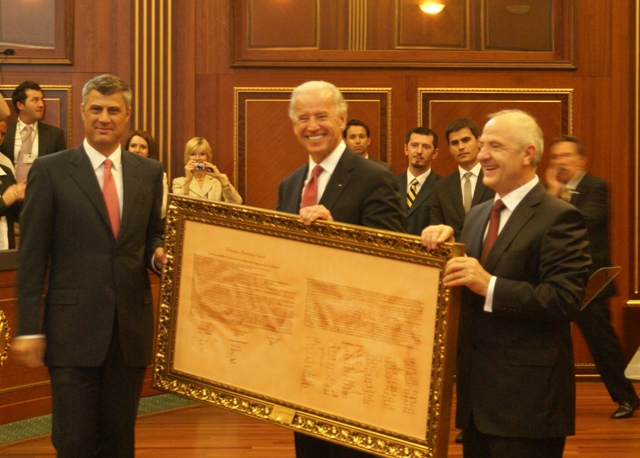
Hashim Thaci, Joe Biden und Fatmir Sejdiu mit der Unabhängigkeitserklärung des Kosovo (2009)

Die Beziehungen zwischen Kosovo und den Vereinigten Staaten sind das zwischenstaatliche Verhältnis zwischen der Republik Kosovo und den Vereinigten Staaten von Amerika (USA). Die USA erkannten Kosovo direkt nach dessen Unabhängigkeitserklärung im Februar 2008 als unabhängigen Staat an.

## Geschichte
Die USA gingen vehement gegen Vertreibungspolitik im Rahmen des Zerfalls Jugoslawiens an. So führten sie 1999 auch im Kosovokrieg die NATO-Intervention gegen Serbien an (siehe Operation Allied Force), um die Gewalt gegen die kosovarische Zivilbevölkerung zu beenden. Nach Kriegsende wurde der Kosovo unter UN-Verwaltung gestellt (UNMIK). Die USA eröffneten 1999 ein Verbindungsbüro in Pristina. 
Die militärische Zusammenarbeit spielt eine bedeutende Rolle in den bilateralen Beziehungen. Seit 1999 beteiligt sich die US-Streitkräfte an der NATO-geführten Kosovo Force (KFOR) im Kosovo; unmittelbar nach Kriegsende waren über 5000 US-Soldaten in Kosovo stationiert, während es im Jahr 2023 noch rund 600 waren. Mit Camp Bondsteel unterhalten die USA zudem einen großen Militärstützpunkt nahe Ferizaj, der als KFOR-Hauptquartier dient und zeitweise bis zu 7000 Soldaten aufnehmen konnte. Ob das Camp auch für geheime Operationen genutzt wurde, ist umstritten. Die Vereinigten Staaten unterstützten auch den Aufbau der einheimischen Sicherheitskräfte des Kosovo durch Ausbildung und Ausrüstung.
Am 17. Februar 2008 erklärte der Kosovo einseitig seine Unabhängigkeit von Serbien; die Vereinigten Staaten erkannten die Republik Kosovo am 18. Februar 2008 offiziell an und nahmen umgehend diplomatische Beziehungen auf. Im April 2008 wurde das US-Verbindungsbüro in Pristina zur amerikanischen Botschaft aufgewertet.
Bereits im Juli 2008 empfing US-Präsident George W. Bush den kosovarischen Präsidenten Fatmir Sejdiu und Premierminister Hashim Thaçi im Weißen Haus und sagte Kosovo die Unterstützung der USA bei der internationalen Anerkennung und Integration zu. Die USA setzten sich in den folgenden Jahren verstärkt für eine breite Anerkennung der kosovarischen Staatlichkeit ein; bisher haben 117 UN-Mitgliedstaaten Kosovo als souveränen Staat anerkannt.

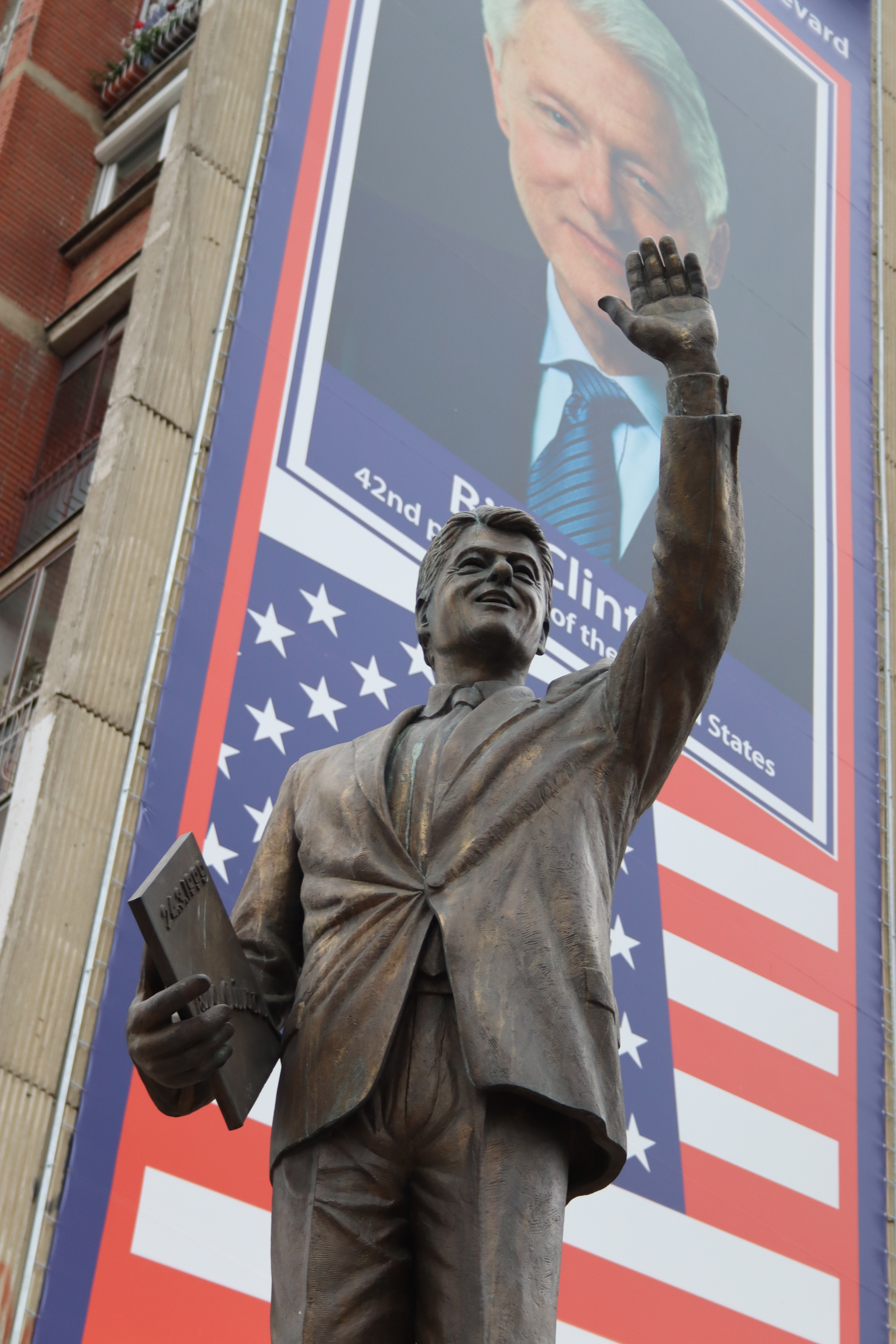
Statue für Bill Clinton in Pristina

Die Kosovo-Albaner schätzen die Amerikaner außerordentlich, für ihre führende Rolle im Kosovokrieg, bei der Unterstützung der Unabhängigkeit, als militärische Garanten dieser seit 2008 und für ihre Investitionen. In Pristina benannte die Regierung Straßen und Plätze nach US-Politikern wie Bill Clinton und Madeleine Albright als Zeichen des Dankes für die amerikanische Unterstützung.

## Kulturbeziehungen
Gesellschaftlich bestehen Verbindungen vor allem durch die Kosovo-albanische Diaspora in den USA. Bereits in den 1990er-Jahren finanzierte diese maßgeblich den gewaltfreien Widerstand unter Führung von Ibrahim Rugova gegen die serbische Herrschaft. Seit dem Kosovokrieg wanderten zehntausende Kosovaren in die USA aus; sie bilden dort einen wichtigen Teil der albanisch-amerikanischen Gemeinschaft, die 2024 insgesamt rund 224.000 Personen umfasste.
Zahlreiche kosovarische Neugeborene erhielten in den Jahren nach 1999 Vornamen wie „Clinton“ oder „Madeleine“ als Ausdruck der Dankbarkeit gegenüber den USA.

## Wirtschaftsbeziehungen
Wirtschaftlich sind die Beziehungen überschaubar. Im Jahr 2022 betrug das bilaterale Handelsvolumen mit Waren etwa 174 Millionen US-Dollar; die US-Exporte nach Kosovo lagen bei lediglich 25,3 Mio. $, während die Importe aus Kosovo 149,3 Mio. $ erreichten.
Einzelne US-Unternehmen engagieren sich in Kosovo, insbesondere im Infrastruktursektor. So baute der US-Konzern Bechtel im Rahmen eines Joint Ventures mit Enka die Autobahnen R 6 und R 7 im Kosovo (Vertragswert ca. 700 Mio. € allein für die R 7), und amerikanische Investoren beteiligen sich an Energie- und Bergbauprojekten im Land.
Die USA leisten außerdem kontinuierlich Entwicklungshilfe für Kosovo (2023 etwa 70 Mio. US-Dollar).

## Diplomatische Standorte
Die USA unterhalten seit 2008 eine Botschaft in Pristina. Kosovo verfügt über eine Botschaft in Washington, D.C.